# Guillermo de Nassau (1601-1627)
Guillermo de Nassau (1601-1627), militar holandés. Era hijo ilegítimo de Mauricio de Nassau y Margaretha de Malinas.
En 1625 comandó las naves holandesas que participaron junto a la flota inglesa de Sir Edward Cecil en el infructuoso ataque a la ciudad española de Cádiz.
Murió en el sitio de Groenlo de 1627, en el transcurso de la guerra de los ochenta años que las Provincias Unidas de los Países Bajos mantenían contra España.